# Live in Buffalo: July 4th 2004
Live in Buffalo: July 4th 2004 är ett livealbum av Goo Goo Dolls, inspelat i Buffalo, New York den 4 juli, USA:s nationaldag, 2004 och utgivet i november samma år. Samtidigt filmades konserten och släpptes på DVD, vilken även följer med CD:n. På CD:n finns dessutom den studionspelade Supertramp-covern "Give a Little Bit".

## Låtlista
1. "Give a Little Bit" - 3:34
2. "Big Machine" - 3:29
3. "Naked" - 3:39
4. "Slide" - 3:58
5. "Think About Me" - 3:42
6. "Smash" - 2:04
7. "Tucked Away" - 3:10
8. "Black Balloon" - 4:12
9. "Dizzy" - 2:47
10. "Name" - 5:22
11. "Cuz You're Gone" - 6:28
12. "Sympathy" - 2:49
13. "January Friend" - 3:08
14. "Here Is Gone" - 3:29
15. "What a Scene" - 4:13
16. "Acoustic #3" - 2:31
17. "Two Days in February" - 3:42
18. "Broadway" - 4:55
19. "Iris" - 6:16
20. "Give a Little Bit" - 4:02